# Thor Christiernsson
Thor Christiernsson (6 de febrero de 1876 - 24 de febrero de 1941) fue un actor y director teatral y cinematográfico de nacionalidad sueca

## Biografía
Su nombre completo era Thor Agne Henrik Christiernsson, y nació en Estocolmo, Suecia. Entre 1904 y 1913 estuvo casado con la actriz Elsa Baude. Tor Christiernsson se casó tres veces, siendo su última esposa Anna Linnéa Margareta Larsson, nacida el  28 de septiembre de 1900. Se casaron el 2 de junio de 1928, y permanecieron unidos hasta la muerte de él en Estocolmo en el año 1941.

## Filmografía

### Actor
- 1924 : Ödets man
- 1925 : Två konungar
- 1925 : Karl XII del II
- 1925 : Karl XII
- 1926 : Fänrik Ståls sägner-del I
- 1928 : Gustaf Wasa del II
- 1930 : Fridas visor
- 1930 : Kronans kavaljerer
- 1930 : Ulla, min Ulla
- 1931 : Markurells i Wadköping
- 1931 : Röda dagen
- 1931 : Brokiga Blad
- 1931 : Kärlek och landstorm
- 1932 : Service de nuit
- 1933 : Hemliga Svensson
- 1933 : Pettersson & Bendel

### Director
- 1911 : En million

## Teatro

### Actor
- 1928 : Gustaf III, de August Strindberg, dirección de Rune Carlsten, Teatro Oscar[2]
- 1928 : Mary Dugans process, de Bayard Veiller, dirección de Harry Roeck-Hansen, Blancheteatern[3]
- 1929 : Vid 37de gatan, de Elmer Rice, dirección de Svend Gade, Teatro Oscar[4]
- 1930 : Den stora kärleken, de Paul Géraldy y Robert Spitzer, dirección de Gösta Ekman (sénior), Teatro Oscar[5]
- 1930 : Henrik VIII, de William Shakespeare, dirección de Thomas Warner, Teatro Oscar[6]
- 1930 : Gustav Vasa, de August Strindberg, dirección de Gunnar Klintberg, Teatro Oscar[7]

### Director
- 1913 : Pytt i panna, de Axel Engdahl, Folkteatern de Gotemburgo, dirigida con Axel Engdahl
- 1913 : Stabstrumpetaren, de Frans Hedberg, Folkteatern
- 1914 : Grönköpings tivoli, eller Fattiga Albin, eller Musikens makt, eller Lejonbruden, de Axel Engdahl, Folkteatern, dirigida con Axel Engdahl